# Chikkanahalli, Bangalore North
Chikkanahalli là một làng thuộc tehsil Bangalore North, huyện Bangalore Urban, bang Karnataka, Ấn Độ.